# ¿Cómo ves? (revista)
¿Cómo ves? es una revista mexicana de divulgación de la ciencia de la Universidad Nacional Autónoma de México que busca participar en el quehacer científico por medio de mostrar su importancia en la vida social, y con ello acercar al público a temas de interés y crear una cultura científica más enriquecedora. 

## Historia
Fue fundada en diciembre de 1998 por Estrella Burgos Ruiz como parte de las actividades de la Dirección General de Divulgación de la Ciencia de la UNAM. Burgos fue su editora desde su fundación hasta la muerte de esta en el 2023.Actualmente, es Maia Fernández Miret.
En el 2024, la revista cumplió 25 años de publicaciones inninterrumpidas. Con motivo de su aniversario, se estrenó la versión electrónica para contrarrestar las dificultades que trae consigo la producción de tirajes en físico.

## Secciones
Incluye diversas secciones, entre las cuales se encuentran noticias, artículos sobre historia de ciencia y tecnología, entrevistas a investigadores, reseñas de películas y libros, así como una cartelera de eventos.
La revista cuenta con una sección para los docentes, "Guía del maestro" como su nombre lo dice, es una guía para su uso en clase de ciertos artículos de cada número de la revista.

## Premios
- Premio Periodismo 20000, Club Primera Plana/Novartis a la Divulgación de Ciencias de la Vida en la categoría de prensa escrita, 2000.
- Premio Latinoamericano de Popularización de la Ciencia y la Tecnología,[5] 2002-2003. Otorgado por la Oficina Regional de Ciencia y Tecnología para América Latina y el Caribe UNESCO-ORCYT y la Dirección Ejecutiva de la Red de Popularización de la Ciencia y la Tecnología en América Latina y el Caribe (Red POP).
- Premio CANIEM al Arte Editorial, 2007 en la categoría de revistas juveniles.[6]
- Mención Honorífica, Premio CANIEM al Arte Editorial en el área de revistas de divulgación, 2011.